# Mbamble
Mbamble est un village dans la commune de Ngwei et la région du Littoral au Cameroun, situé entre Douala et Yaoundé la capitale du pays.

## Population et développement
La population y est de 166 habitants dont 81 hommes et 85 femmes, lors du recensement de 2005. Ces villageois y vivent principalement d'agriculture, de chasse et de pêche.

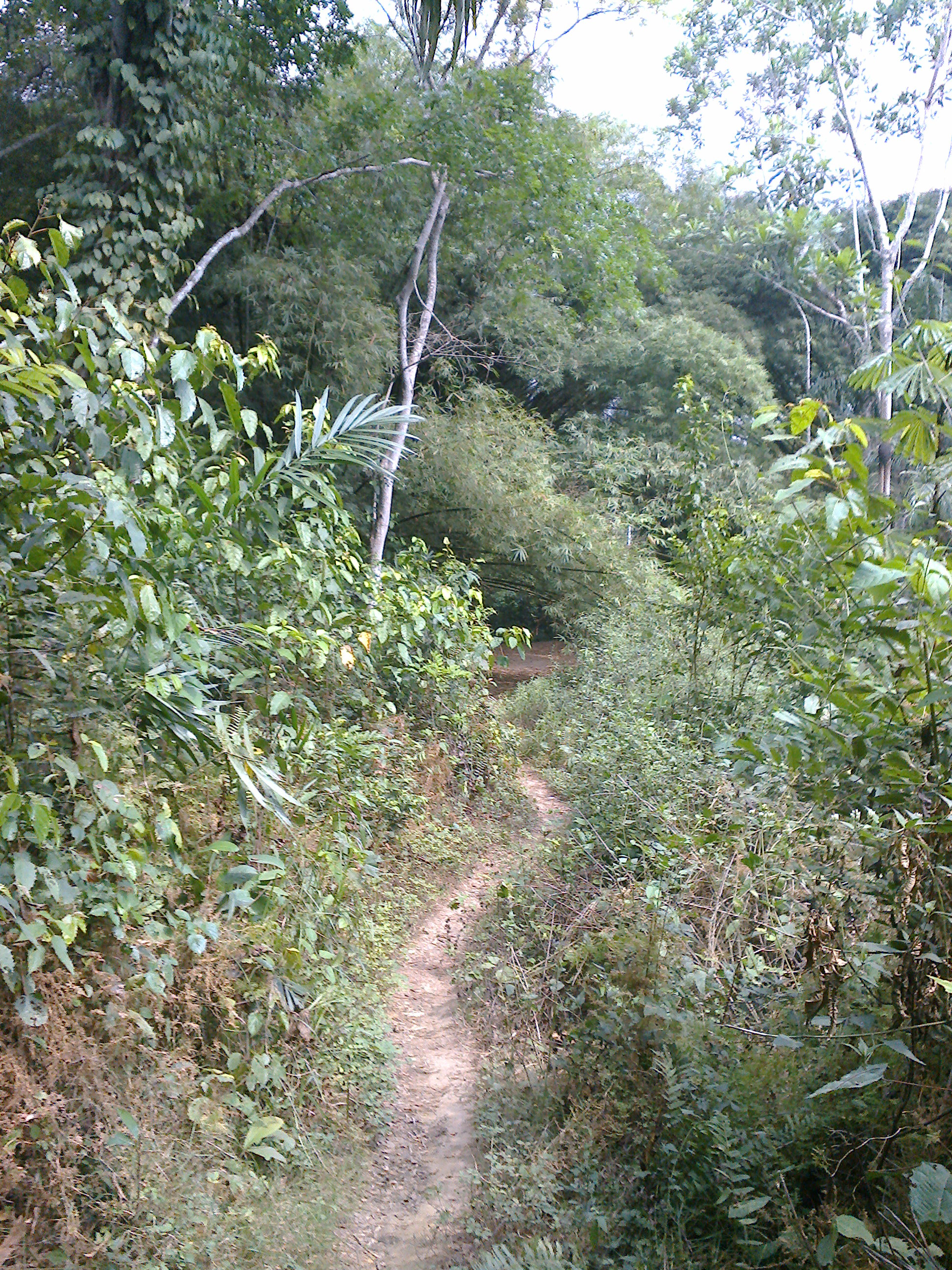
Sentier rivière Ngo Pan.